# مبرهنة العدد المضلعي لفيرما
في الرياضيات، تنص مبرهنة العدد المضلعي لفيرما (بالإنجليزية: Fermat polygonal number theorem) على أن كل عدد صحيح موجب هو عبارة عن مجموع على الأكثر لـ n عدد مضلعي من الرتبة n.
أي أنه من الممكن كتابة عدد صحيح على الأكثر مجموعا لثلاثة أعداد مثلثية، أو أربعة أعداد مربعية، أو خمس أعداد مخمسية، وهكذا.
مثال على مجموع أعداد مثلثية العدد 17 = 10 + 6 + 1.
تعتبر مبرهنة المربعات الأربعة للاغرانج واحدة من أشهر الحالات الخاصة لهذه المبرهنة، التي تنص أن كل عدد صحيح موجب يمكن التعبير عنه بمجموع أربع أعداد مربعية، مثال: 7 = 4 + 1 + 1 + 1.

## مواقع خارجية
- Weisstein, Eric W. "Fermat's Polygonal Number Theorem". MathWorld.